# Rick Raivio
Richard „Rick“ Raivio ist ein ehemaliger US-amerikanischer Basketballspieler.

## Laufbahn
Der 1,95 Meter große Flügelspieler bestritt von 1976 bis 1980 97 Spiele für die Mannschaft der University of Portland. Mit 1668 Punkten stand er 1980 auf dem zweiten Rang der ewigen Korbjägerliste der Hochschulmannschaft, seine 910 Rebounds waren die Bestmarke, die erst Jahre später von Luke Sikma überboten wurde. 1991 wurde Raivio in die Sport-Ruhmeshalle der University of Portland aufgenommen. Raivio wurde zweimal beim Draftverfahren der NBA ausgewählt: 1979 in der achten Runden von den Philadelphia 76ers und 1980 in der fünften Runde von Los Angeles Lakers. Der Sprung in die Liga gelang ihm aber nicht.
Raivio spielte zwei Jahre bei Pully Basket in der Schweiz, nahm mit der Mannschaft auch am Europapokal Korać Cup teil. Er stand von 1985 bis 1987 bei Racing Mechelen in Belgien unter Vertrag. Mit Montpellier stieg er in der Saison 1987/88 von der zweiten in die erste französische Liga auf und trug zu diesem Erfolg im Laufe der Spielzeit pro Einsatz 30,7 Punkte, 11,5 Rebounds und 4,9 Korbvorlagen bei. In der Erstligasaison 1988/89 erreichte Raivio in Montpellier ebenfalls sehr hohe Werte, als er im Durchschnitt 30,2 Punkte, 9,9 Rebounds und 3,9 Korbvorlagen pro Einsatz erzielte. Von 1989 bis 1991 stand er bei AS Monaco unter Vertrag, kam auch für die Mannschaft aus dem Fürstentum in der ersten Liga Frankreichs jeweils auf Saisonwerte von mehr als 25 Punkten pro Begegnung. 1991/92 verstärkte er ASVEL Lyon-Villeurbanne (15,9 Punkte/Spiel).
1992 ging er in die Vereinigten Staaten zurück und ließ sich im Raum Vancouver (US-Bundesstaat Washington) nieder, wo er beruflich im Immobiliengeschäft tätig wurde.
Seine Söhne Derek Raivio und Nik Raivio wurden ebenfalls Berufsbasketballspieler.